# ألكسندر ليابونوف
ألكسندر ميخائيلوفيتش ليابونوف (Александр Михайлович Ляпунов) يعتقد أنه ولد في 25 مايو أو 6 يونيو 1857 في ياروسلافل وتوفي في نوفمبر 1918 في مدينة أوديسا وهو رياضي وفيزيائي روسي.
كان والده ميخائيل فاسيلوفيتش ليابونوف فلكيا معروفا ومديرا لمعهد ديميدوفسكي في ياروسلافل لكن نظرا لردة الفعل التي أثارها اعتزال نيكولاي لوباتشيفسكي في أوساط جامعة قزان ترك الأب وظيفته في المرصد التابع للجامعة وانتقل مع عائلته إلى منطقة سيمبيرسك حيث تفرغ لتربية وتدريس إبنيه سيرغاي وألكسندر من سنة 1859 إلى 1924.

## أعماله
ساهم في مجموعة من الحقول منها المعادلات التفاضلية والأنظمة التحريكية ونظرية الاحتمال.
انظر إلى فيزياء رياضية وإلى معادلة لابلاس وإلى مبرهنة النهاية المركزية.